# Ontario (California)
Ontario es una ciudad localizada en el condado de San Bernardino, California, Estados Unidos. En el censo de 2000, la ciudad tenía una población total de 170,373. El LA/Ontario International Airport y Ontario Mills se encuentran en ella. Es también el antiguo hogar del Ontario Motor Speedway. La ciudad tomó su nombre del Modelo de la Colonia de Ontario, establecido en 1882 por los ingenieros canadienses George Chaffey y William Chaffey, quienes llamaron a la ciudad por su provincia natal: Ontario, Canadá.

## Personas destacadas
- Landon Donovan. Jugador de fútbol sóccer. Participó en 4 copas mundiales con la Selección de Estados Unidos.

## Ciudades Hermanas
- Brockville, Ontario, Canadá (desde 1977)
- Guamúchil (Sinaloa), México (desde 1982)
- Mocorito, Sinaloa, México (desde 1982)
- Los Mochis, Sinaloa, México (desde 1988)